# Stahnsdorf
Stahnsdorf is een gemeente in de Duitse deelstaat Brandenburg, en maakt deel uit van de Landkreis Potsdam-Mittelmark.
Stahnsdorf telt 15.756 inwoners.

## Monumenten
In de Anni-Krauß-Straße staat het monument voor Annie Krauss en John Graudenz, twee verzetsstrijders uit de Tweede Wereldoorlog die door de nazi's zijn geëxecuteerd na het oprollen van het spionagenetwerk "Rote Kapelle".
Bad Belzig ·
Beelitz ·
Beetzsee ·
Beetzseeheide ·
Bensdorf ·
Borkheide ·
Borkwalde ·
Brück ·
Buckautal ·
Golzow ·
Görzke ·
Gräben ·
Groß Kreutz (Havel) ·
Havelsee ·
Kleinmachnow ·
Kloster Lehnin ·
Linthe ·
Michendorf ·
Mühlenfließ ·
Niemegk ·
Nuthetal ·
Päwesin ·
Planebruch ·
Planetal ·
Rabenstein/Fläming ·
Rosenau ·
Roskow ·
Schwielowsee ·
Seddiner See ·
Stahnsdorf ·
Teltow ·
Treuenbrietzen ·
Wenzlow ·
Werder (Havel) ·
Wiesenburg/Mark ·
Wollin ·
Wusterwitz ·
Ziesar